# Шмуклер, Валерий Самуилович
Валерий Самуилович Шмуклер (укр. Валерій Самуїлович Шмуклер; 26 июня 1946, Красноярск — 3 ноября 2023, Харьков) — советский и украинский учёный, специалист в области строительства, доктор технических наук (1997 г.), профессор (2001 г.), отличник образования (2002 г.), лауреат Государственной премии Украины в области архитектуры (1995 г.), заслуженный деятель науки и техники Украины (2015 г.), лауреат Государственной премии Украины в области науки и техники (2020 г.).

## Биография
Родился 26 июня 1946 года в  Красноярске в еврейской семье. В 1949 году семья переехала в Харьков. Отец, Самуил Иосифович Шмуклер, — инженер-механик, главный механик строительно-монтажного треста № 86. Мать, Ася Абрамовна Шкловская, — химик, заведующая лабораторией в фармацевтическом институте.
В 1964 году поступил в Харьковский инженерно-строительный институт на факультет «Промышленное и гражданское строительство», который окончил в 1969 году, получив диплом инженера-строителя промышленных и гражданских объектов.
С 1969 по 1986 год в ГПИ «Харьковпроект» последовательно занимал должности от инженера до начальника отдела. С 1986 по 1990 год работал в ГПИ «Укргорстройпроект» (от начальника технического отдела до заместителя главного инженера).
В 1977 году защитил диссертацию на соискание ученой степени кандидата технических наук, тема «Исследование работы пологих железобетонных оболочек».
В 1997 году — докторскую диссертацию, тема: «Пространственные железобетонные каркасные системы многокритериального соответствия».
С 1990 года работал в Харьковском национальном университете городского хозяйства имени А. Н. Бекетова: профессор кафедры строительных конструкций, с 2012 года — заведующий кафедрой.
В ГПИ «Харькопроект» создал один из первых на Украине вычислительных центров по расчету и автоматизированному проектированию объектов жилищно-гражданского строительства.
Под его руководством и при непосредственном участии был создан ряд программных комплексов САПР объектов строительства.
В период работы в ГПИ «Харьковпроект» стал соавтором серии КХС (Комплексная Харьковская Серия) для строительства шестнадцатиэтажных крупнопанельных жилых зданий и одним из организаторов сети кустовых вычислительных центров системы Госстроя УССР.
Во время работы в ГПИ «Укргорстройпроект» после землетрясения в Армении принимал активное участие в восстановлении объектов жилищного, социально-бытового и культурного назначения.
Скончался 3 ноября 2023 года на 78 году жизни

## Научная деятельность
Научные интересы связаны с теорией конструктивных систем, информационными технологиями расчета и проектирования конструкций, методами их оптимизации и рационализации.
К основным работам в этой области относятся:
- метод интегральных градиентов для поиска глобального экстремума функционалов от многих переменных;
- метод решения многокритериальных задач оптимизации;
- метод переопределенных контурных коллокаций для решения краевых задач теории пластин и оболочек;
- компиляционные методы решения нелинейных задач теории конструкций.

За разработку, исследование и внедрение новой архитектурно-строительной системы «РАМПА» для жилищно-гражданского строительства в 1995 году присуждена Государственная премия Украины в области архитектуры. За разработку «Прогрессивные строительные конструктивные системы и технологии их возведения» в 2020 году присуждена Государственная премия Украины в области науки и техники.
Автор гидравлического метода экспериментального исследования конструкций.
Принимал участие в проектировании и строительстве уникальных объектов, таких как:
- библиотечный комплекс НТУ «ХПИ» (Харьков);
- реконструкция наземного комплекса Управления национальной спутниковой системы связи в Крыму;
- комплекс 28-этажных жилых зданий в Харькове;
- логистический центра фирмы «Maxus»;
- развлекательный комплекс «Місто»;
- экспозиционный центр на площади Конституции в г. Харькове;
- реконструкция нежилого здания под Региональный центр административных услуг по проспекту Тракторостроителей, 144 в г. Харькове.

Участвовал в реконструкции памятников архитектуры эпохи конструктивизма: 52-го отделения связи (Харьков); здания Госпром (Харьков) и др.
В 1999 году избран действительным членом Академии строительства Украины.
Научные заслуги отмечены наградами: за организацию, внедрение и развитие молодёжного строительства на Украине — Медаль «40 лет движению МЖК» (2011); за выдающийся вклад в развитие науки, техники и инженерного дела Украины — Серебряная медаль Академии строительства Украины (2013) и Золотая медаль им. А. Н. Подгорного Инженерной академии Украины (2014). В 2015 году присвоено почётное звание «Заслуженный деятель науки и техники Украины».
Член Международной ассоциации по оболочкам и другим пространственным конструкциям ИАСС (1980), член Международного научного общества ACI-international (Американский институт бетона, США) (1997).

## Педагогическая деятельность
С 1990 года преподавал в Харьковском национальном университете городского хозяйства имени А. Н. Бекетова, занимая должности профессора кафедры строительных конструкций, а с 2012 года — заведующего кафедрой. Читает курс по современной теории строительных конструкций.
Член Специализированного ученого совета (Д 64.056.4) при Харьковском государственном техническом университете строительства и архитектуры по защите докторских и кандидатских диссертаций по строительной специальности 05.23.01 «Строительные конструкции, здания и сооружения».
Награждён дипломом «Отличник образования Украины» (2002).

## Почётные звания
- Лауреат Государственной премии Украины в области науки и техники (2020)
- Лауреат Государственной премии Украины в области архитектуры (1995)
- Стипендиат КМУ за выдающиеся заслуги в сфере высшего образования (2021)
- Отличник образования Украины (2002)
- Заслуженный деятель науки и техники Украины (2015)
- Почётный гражданин Харькова
- Заслуженный профессор ХНУГХ им. А. Н. Бекетова (2014)
- Почётный знак — Медаль «40 лет движению МЖК» (2011)
- Серебряная медаль Академии строительства Украины (2013)
- Золотая медаль им. А. Н. Подгорного Инженерной академии Украины «За выдающийся вклад в развитие науки, техники и инженерного дела» (2014)

## Публикации
Автор и соавтор более 180 научных работ и 60 изобретений. Его труды опубликованы в ведущих научных изданиях Украины, России, Великобритании, Италии, Китая, Японии, США, Ирака. Валерий Самуилович — член редколлегий научных изданий «Бетон и железобетон в Украине» (Полтава), «Науковий вісник будівництва» (Харьков), «Комунальне господарство міст» (Харьков).
Соавтор семи монографий и учебных пособий, а также национальных нормативных документов:
- Комплекс программ для расчета опертых по контуру пологих оболочек с учётом физической и геометрической нелинейности. — М., 1975;
- Программная система вычерчивания схем и конструкций. — М., 1986;
- Информационные технологии расчета и проектирования строительных конструкций. — Киев; Харьков, 2003;
- Каркасные системы облегченного типа. — Харьков, 2008;
- Практичний розрахунок елементів залізобетонних конструкцій за ДБН В. 2.6-98:2009 у порівнянні з розрахунками за СниП 2.03.01-84* і EN 1992-1-1 (Eurocode 2). — Харків, 2015;
- Чисельні та експериментальні методи раціонального проектування та зведення конструктивних систем — Київ, 2017; и национальных нормативных документов:
- Rational Design of Structural Building Systems : monograph / V. Babayev, I. Ievzerov, S. Evel, A. Lantoukh-Liashchenko, V. Shevetovsky, O. Shimanovskyi, V. Shmukler, M. Sukhonos. — Berlin : DOM publishers, 2020. — 384 p. — (Construction and Engineering Manual);
- ДБН В.2.6-98-2009 «Бетонні та залізобетонні конструкції»;
- проект ДСТУ-Н Б EN 1996-1-Єврокод 6 «Проектування кам’яних конструкцій»;
- ДСТУ Б В.2.6-2010 «Конструкції будинків і споруд. Монолітні, залізобетонні конструкції будинків»; рекомендаций применения арматурного проката за ДСТУ 3760-98 при проектировании и изготовлении железобетонных конструкций без предварительного натяжения
- ДСТУ-Н В.2.6-205:2015. «Назва з проектування монолітних бетонних і залізобетонних конструкцій будівель та споруд» и др.